# Pinus serotina
Pinus serotina ist ein immergrüner Nadelbaum aus der Gattung der Kiefern (Pinus) mit meist 15 bis 20 Zentimeter langen, in Gruppen von drei oder vier wachsenden Nadeln und 6 bis 10 Zentimeter langen Samenzapfen. Das natürliche Verbreitungsgebiet liegt im Südosten der Vereinigten Staaten. Die Art wird häufig der Art Pinus rigida als Unterart oder Varietät zugeordnet, ihr Artstatus wird jedoch meist anerkannt. Sie wird in der Roten Liste der IUCN als nicht gefährdet eingestuft. Die Art wird wirtschaftlich wenig und hauptsächlich zur Herstellung von Zellstoff genutzt.

## Beschreibung

### Erscheinungsbild

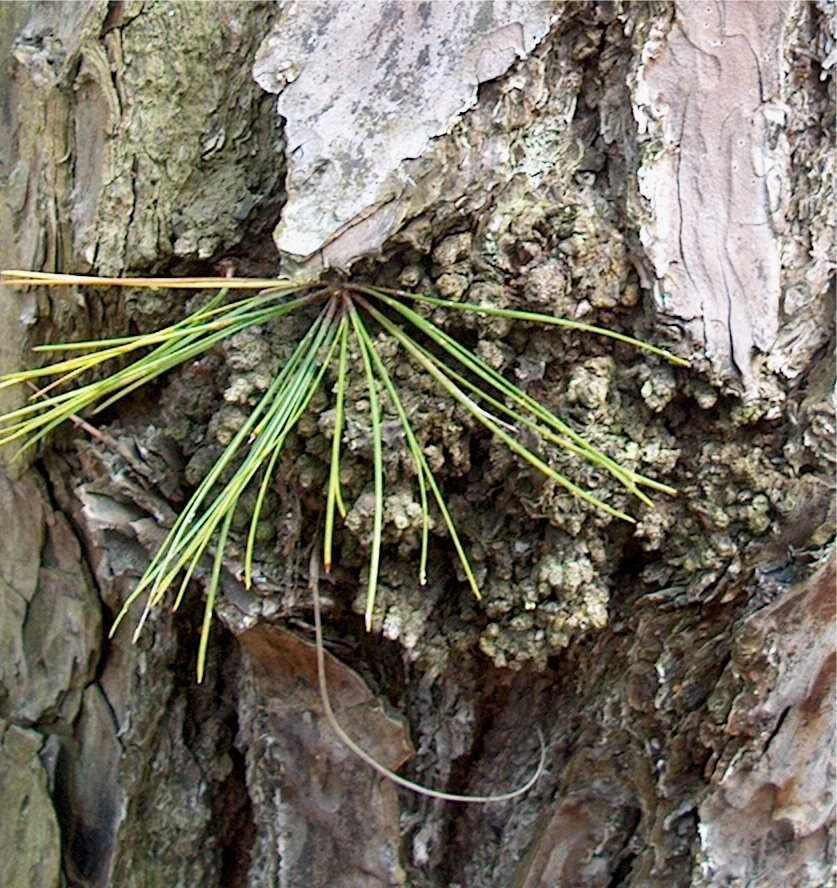
Adventivtrieb am Stamm einer Pinus serotina

Pinus serotina wächst als immergrüner, bis zu 20 Meter hoher Baum. Der Stamm ist gerade oder häufig krumm und erreicht einen Brusthöhendurchmesser von 60 Zentimeter. Die Stammborke ist dick und zerbricht in dunkel rötlich braune, unregelmäßig rechteckige, flache, jedoch schuppige Platten, die durch tiefe Risse getrennt sind. Die Hauptäste stehen waagrecht oder aufsteigend, sie sind verdreht, verkürzen sich mit der Zeit nur wenig und bilden eine unregelmäßige, dünne Krone. Die benadelten Zweige sind dick und wenig zahlreich. Junge Triebe sind etwa einen Zentimeter dick, anfangs gelblich orange und häufig glauk, später braun und mit zahlreichen Knospen besetzt. Häufig werden Adventivtriebe an den größten Ästen der Krone, seltener auch am Stamm gebildet.

### Knospen und Nadeln
Die Knospen sind schmal eiförmig bis zylindrisch und stark harzig. Endständige Knospen sind 15 bis 20 Millimeter lang. Die als Knospenschuppen ausgebildeten Niederblätter sind rotbraun, angedrückt, gerandet und scharf zugespitzt. Die Nadeln wachsen meist zu dritt, selten zu viert, in einer basalen, anfangs 20 bis 25 Millimeter langen, sich auf 10 Millimeter verkürzenden Nadelscheide. Adventivtriebe haben drei bis fünf Nadeln je Nadelbündel. Die Nadeln sind grün, gerade, biegsam, leicht verdreht, meist 15 bis 20 Zentimeter, selten ab 13 und bis 21 Zentimeter lang und 1,3 bis 1,5 selten bis 2 Millimeter dick. Sie bleiben zwei bis drei Jahre am Baum. Der Nadelrand ist fein gesägt, das Ende zugespitzt. Auf allen Nadelseiten gibt es Spaltöffnungslinien.

### Zapfen und Samen

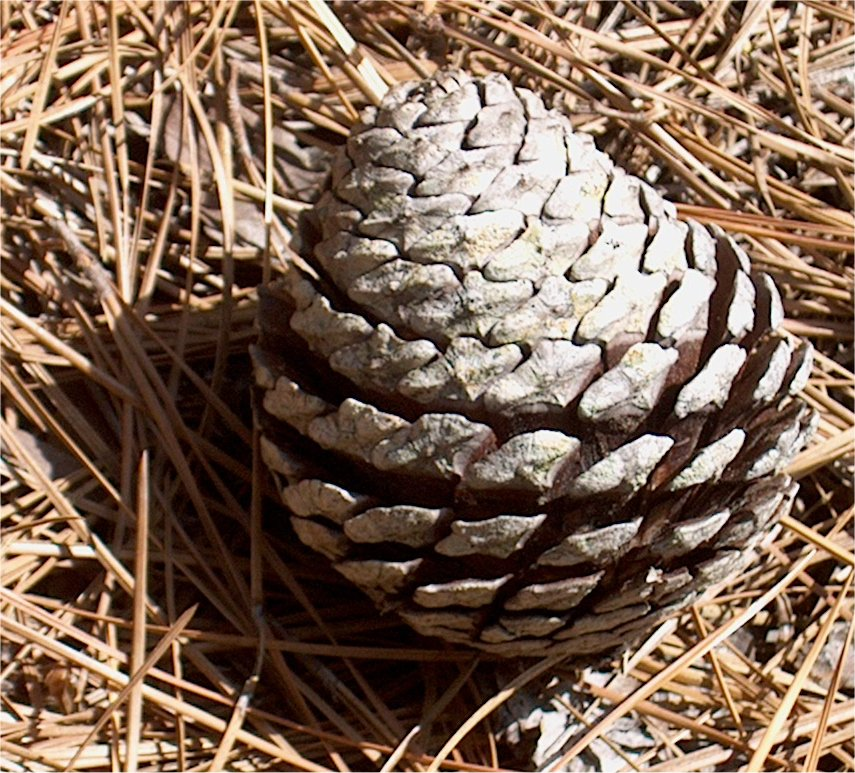
Samenzapfen nach der Abgabe der Samen

Die Pollenzapfen wachsen spiralig angeordnet in Gruppen an der Basis junger Triebe. Sie sind gelblich braun, zylindrisch und 2 bis 3 Zentimeter lang. Die Samenzapfen wachsen einzeln oder in Wirteln von zwei bis fünf, sitzend oder auf bis zu 1 Zentimeter langen Stielen. Die Zapfen sind geschlossen eiförmig-konisch, symmetrisch und ab 5 meist 6 bis 10 Zentimeter lang. Die Zapfen öffnen sich nach zwei Jahren oder ausgelöst durch Feuer auch später. Sie sind geöffnet breit eiförmig bis beinahe kugelförmig, mit einer abgeflachten Basis und einem Durchmesser von 8 Zentimetern. Sie bleiben noch mehrere Jahre nach der Abgabe der Samen am Baum. Die Samenschuppen sind dünn holzig, länglich, steif und matt braun mit einem rotbraunen Randstreifen. Die Apophyse ist leicht erhöht, quer gekielt, im Umriss mehr oder weniger rhombisch, hellbraun oder blass rotbraun. Der Umbo ist klein, konisch und meist mit einem kurzen, schwachen Stachel bewehrt, manchmal auch unbewehrt. Die Samen sind schief ellipsoid, leicht abgeflacht, 5 bis 6 Millimeter lang, blass braun und dunkelbraun gefleckt. Die Samenflügel sind 15 bis 20 Millimeter lang.

### Chromosomenzahl
Die Chromosomenzahl beträgt 2n = 24.

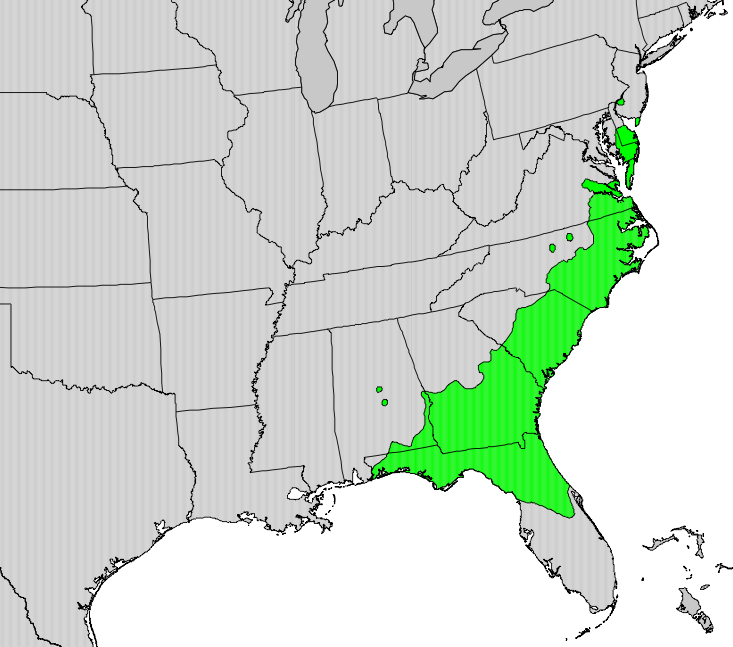
Verbreitungsgebiet

## Verbreitung, Ökologie und Gefährdung
Das natürliche Verbreitungsgebiet von Pinus serotina liegt im Südosten der Vereinigten Staaten und reicht von New Jersey über Delaware, Georgia, Maryland, North Carolina, South Carolina und Virginia bis nach Alabama und Florida.
Die Art wächst im feuchten, sumpfigen Tiefland am Atlantischen Ozean und dem Golf von Mexiko von Meereshöhe bis in eine Höhe von 200 Metern. Das Klima ist mild und feucht mit einer jährlichen Jahresniederschlagsmenge von 1120 bis 1420 Millimetern und den trockensten Monaten im Winter. Das Verbreitungsgebiet wird der Winterhärtezone 8 zugerechnet mit mittleren jährlichen Minimaltemperaturen zwischen -12,2° und -6,7° Celsius (10 bis 20° Fahrenheit). Pinus serotina wächst häufig zusammen mit der Echten Sumpfzypresse (Taxodium distichum), anderen Kiefern wie Pinus taeda und Pinus elliottii und Laubbäumen wie Vertretern der Tupelobäume (Nyssa) und der Magnolien (Magnolia), dem Tulpenbaum (Liriodendron tulipifera) und Arten aus der Gattung Persea und der Stechpalmen (Ilex). Die Art bildet eine offene Kronenschicht unter der sich ein dicht wachsendes Unterholz bildet, das durch die Stechwinde Smilax laurifolia geprägt ist. Ihre Fähigkeit neu auszutreiben unterscheidet sie von der ähnlichen Art Pinus rigida, da sie die Adventivtriebe eher im Kronenbereich statt am Stamm bildet. Das ist wahrscheinlich eine Anpassung, da in der feuchten Umgebung Feuer eher im Kronenbereich ausbrechen.
In der Roten Liste der IUCN wird Pinus serotina als nicht gefährdet („Lower Risk/least concern“) eingestuft. Es wird jedoch darauf hingewiesen, dass eine Neubeurteilung notwendig ist.

## Systematik und Forschungsgeschichte
Pinus serotina ist eine Art aus der Gattung der Kiefern (Pinus), in der sie der Untergattung Pinus, Sektion Trifoliae und Untersektion Australes zugeordnet ist. Sie wurde 1803 von André Michaux in Flora Boreali-Americana erstmals wissenschaftlich beschrieben. Der Gattungsname Pinus wurde schon von den Römern für mehrere Kiefernarten verwendet. Das Artepitheton serotina stammt aus dem Lateinischen und bedeutet „spät“ oder „spät kommend“ und bezieht sich auf das häufig späte, erst durch Feuer ausgelöste Öffnen der Samenzapfen.
Pinus serotina bildet sowohl mit Pinus rigida als auch mit Pinus taeda natürliche Hybride, wird jedoch meist als eigene Art angesehen. Sie ist nahe verwandt mit Pinus rigida, mit der sie die Bildung von Adventivtrieben teilt, doch gibt es eine Reihe von Unterschieden, meist jedoch nur quantitative, die den Artstatus rechtfertigen. Unterschiede bestehen in der Länge der Nadeln, und im Zeitpunkt, wann sich die Samenzapfen öffnen. Auch überschneiden sich Verbreitungsgebiet und Ökologie nur im geringen Umfang. Wo es jedoch Überschneidungen gibt, wie im südlichen New Jersey und auf der Delmarva-Halbinsel in Delaware und Maryland, gibt es einen kontinuierlichen Übergang zwischen den beiden Arten. Daher wurden das Taxon sowohl als Unterart als auch als Varietät von Pinus rigida beschrieben, damit ergeben sich die Synonyme Pinus rigida subsp. serotina (Michx.) R.T.Clausen und Pinus rigida var. serotina (Michx.) Engelm.

## Verwendung
Das Holz von Pinus serotina ist grobporig und harzig und die Bäume erreichen nur eine geringe Höhe, haben häufig krumme Stämme, die sich schon in zwei Drittel der vollen Höhe in lange Äste teilen. Das Holz wird daher meist zu Zellstoff weiterverarbeitet. Das langsame Wachstum in der nährstoffarmen, sauren und sumpfigen Umgebung machen eine wirtschaftliche Nutzung wenig interessant. Die Art wächst jedoch in Plantagen auf gut entwässerten, sandigen Untergründen deutlich besser. Versuche sie forstwirtschaftlich in China (in den Provinzen Jiangsu, Jiangxi, Zhejiang), Süd-Afrika und Simbabwe zu nutzen, hatte jedoch geringeren Erfolg als mit anderen Kiefernarten.